# 3d Space Operations Squadron
Le 3d Space Operations Squadron est un escadron d'opérations satellitaires de l'United States Air Force (USAF) dépendant de l'Air Force Space Command.
Créé en 1941 puis désactivé en 1947 (Seconde Guerre mondiale), il est réactivé en 1990 avant une désactivation en 2017.
L'escadron était basé à la Schriever Air Force Base (en), dans le Colorado.
À l'origine, nommé 3d Photographic Squadron puis 3d Photographic Reconnaissance Squadron, il s'agit d'un escadron de reconnaissance photographique.

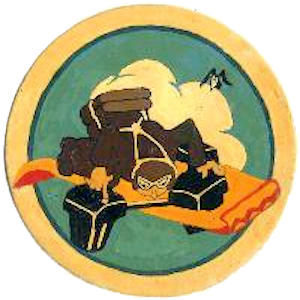
Emblème de l'escadron lors de la Seconde Guerre mondiale.